# Eugene Rousseau (saxofonista)
Eugene Rousseau   (Blue Island, 23 d'agost de 1932 - Bloomington, 26 d'agost de 2024) va ser un saxofonista de clàssica estatunidenc. Tocava principalment saxos d'alt i soprano.

## Biografia
Eugene Rousseau va estudiar al conservatori de París amb una "beca Fulbright" amb Marcel Mule el 1962. Després dels seus estudis al Conservatori de París, va obtenir el títol de doctor a la Universitat d'Iowa, on el seu professor principal era Himie Voxman. Amb Paul Brodie, un altre deixeble de Marcel Mule, va ser co-organitzador del primer Congrés Mundial de Saxòfon a Chicago el 1969. Durant el 2005, Rousseau va ocupar la presidència del Comitè Organitzador del XIII Congrés Mundial de Saxòfon, celebrat a Minneapolis, Minnesota. L'Aliança nord-americana de saxòfon el va distingir amb el seu màxim premi, un membre honorari vitalici.
Des del 1972 va ser consultor de la investigació del saxo a la Yamaha Corporation. «L'embocadura del saxòfon Eugene Rousseau» està disponible comercialment des de finals dels anys 1970. El 1985, va gravar un programa de vídeo per a Yamaha Corporation anomenat Steps to Excellence. Rousseau va ser president de l'Aliança nord-americana de saxòfon (1979-1980) i del Comitè Internacional del Saxofon (1982-1985). El 1993 va ser designat membre honorari del professorat del Conservatori de Praga. El 2003, Rousseau va organitzar el 13è Congrés Mundial de Saxòfon a la Facultat de Música de la Universitat de Minnesota.
Rousseau era saxofonista i professor d'orquestra. Va ensenyar a la Universitat d'Indiana del 1964 al 2000. Va ser succeït com a professor de saxo per Otis Murphy, ell mateix antic estudiant de Rousseau. Rousseau es va incorporar a la facultat de l'Escola de Música de la Universitat de Minnesota la tardor del 2000. Es va retirar de la docència el 2015. Des de 1991 va impartir anualment un màster al Mozarteum de Salzburg.
Rousseau va escriure un llibre que es va publicar a França amb el títol de Marcel Mule: sa vie et le saxophone i també a Amèrica amb el títol de Marcel Mule: His Life and the Saxophone. També va publicar dos llibres de mètodes: The E. Rousseau Beginning Saxophone Method (Anglès, alemany, japonès) i Saxophone High Tones (anglès, francès, alemany). A més, va publicar moltes transcripcions per a la interpretació del saxòfon.